# Fargesia vicina
Fargesia vicina là một loài thực vật có hoa trong họ Hòa thảo. Loài này được (Keng) T.P.Yi mô tả khoa học đầu tiên năm 1988.